# Parafia św. Wawrzyńca w Regulicach

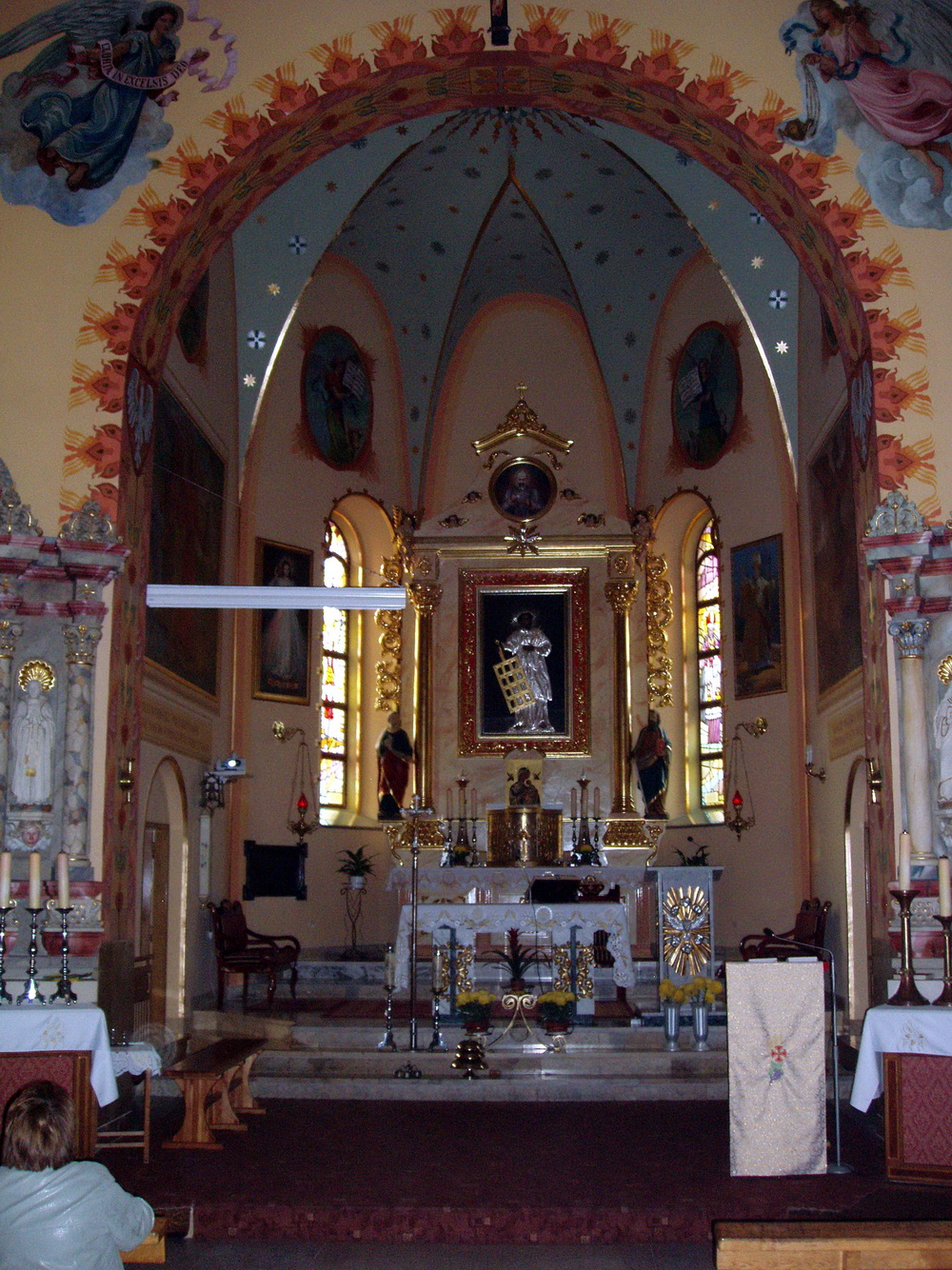
Ołtarz kościoła św. Wawrzyńca

Parafia św. Wawrzyńca Biskupa i Męczennika w Regulicach – parafia rzymskokatolicka należąca do dekanatu Babice archidiecezji krakowskiej.

## Historia parafii
Kościół parafialny pw. św. Wawrzyńca Diakona i Męczennika był wzmiankowany w wykazie świętopietrza w latach 1325–1327. Obecna murowana świątynia powstała w latach 1885–1887 według projektu architekta Aleksandra Gebauera na miejscu kościoła drewnianego z 1531 roku. Kościół stoi na stromym wzniesieniu. Prowadzą do niego monumentalne schody. Interesująco przedstawia się wnętrze z sufitem w kształcie rusztu atrybutu męczeństwa patrona kościoła św. Wawrzyńca. Oryginalna jest mensa ołtarzowa w kształcie kielicha wykonanego z barwnego szkła. W skarbcu przechowywana jest gotycka puszka na komunikanty, bardzo rzadkie naczynie liturgiczne.
Konsekracja kościoła nastąpiła 14 września 1999.

## Proboszczowie
- Jan (1325–1327)
- Jan Cieśliński 1524
- Piotr z Kołaczyc 1524
- Feliks z Kleparza 1529
- Jan Boguszek 1590
- Marcin Komborius 1595
- Jan Domaniowski 1601
- Marcin Kozubowicz (1601–1617)
- Marcin Grelovius (1627–1642)
- Wojciech Rejczyński (1642–1663)
- Andrzej Pieszkowicz 1702
- Siemiradzki 1703
- Maciej Brąglewicz (1708–1717)
- Marcin Kupiszewski (1717–1737)
- Michał Bogdali (1737–1757)
- Ignacy Kadłubski (1757–1780)
- Wojciech Rubinkowski (1780–1783)
- Jan Drobich (1814–1836)
- Józef Lelitkowski (1836–1844)
- Marcin Podgórski (1844–1863)
- Feliks Sędzikowski (1864–1878)
- Marceli Chmielewski (1879–1880)
- Ignacy Sablik (1880–1903)
- Franciszek Prezentkiewicz (1904–1908
- Wojciech Sidziński (1908–1950)
- Ludwik Łącki (1950–1989)
- Władysław Biszta (1989–1990)
- Piotr Kluska (1990–1995)
- Ryszard Gołuch (1995–1998)
- ks. Jan Piwowarczyk (1998–2021)
- ks. Edward Pasteczko (2021–2022)[1]
- ks. Rafał Kluska (2022–  )[2]

## Terytorium parafii
Miejscowości: Nieporaz, Regulice